# Celeno (Plèiade)
D'acord amb la mitologia grega, Celeno (en grec Κελαινό, "fosca") era una de les Plèiades, filla d'Atlas i de Plèione.
Unida a Posidó, fou mare de Licos i d'Eurípil.
També se li atribueix la maternitat de Deucalió i de Quimereu, tinguts amb Prometeu, i la de Càucon.